# 南森島 (南極洲)
南森島（英語：Nansen Island）是南極洲的島嶼，長7公里、寬3公里，該島在1897年至1899年被比利時採險隊發現，島上無人居住，英國、阿根廷和智利在南極條約體系下擱置對該島的領土主權要求。

## 外部連結

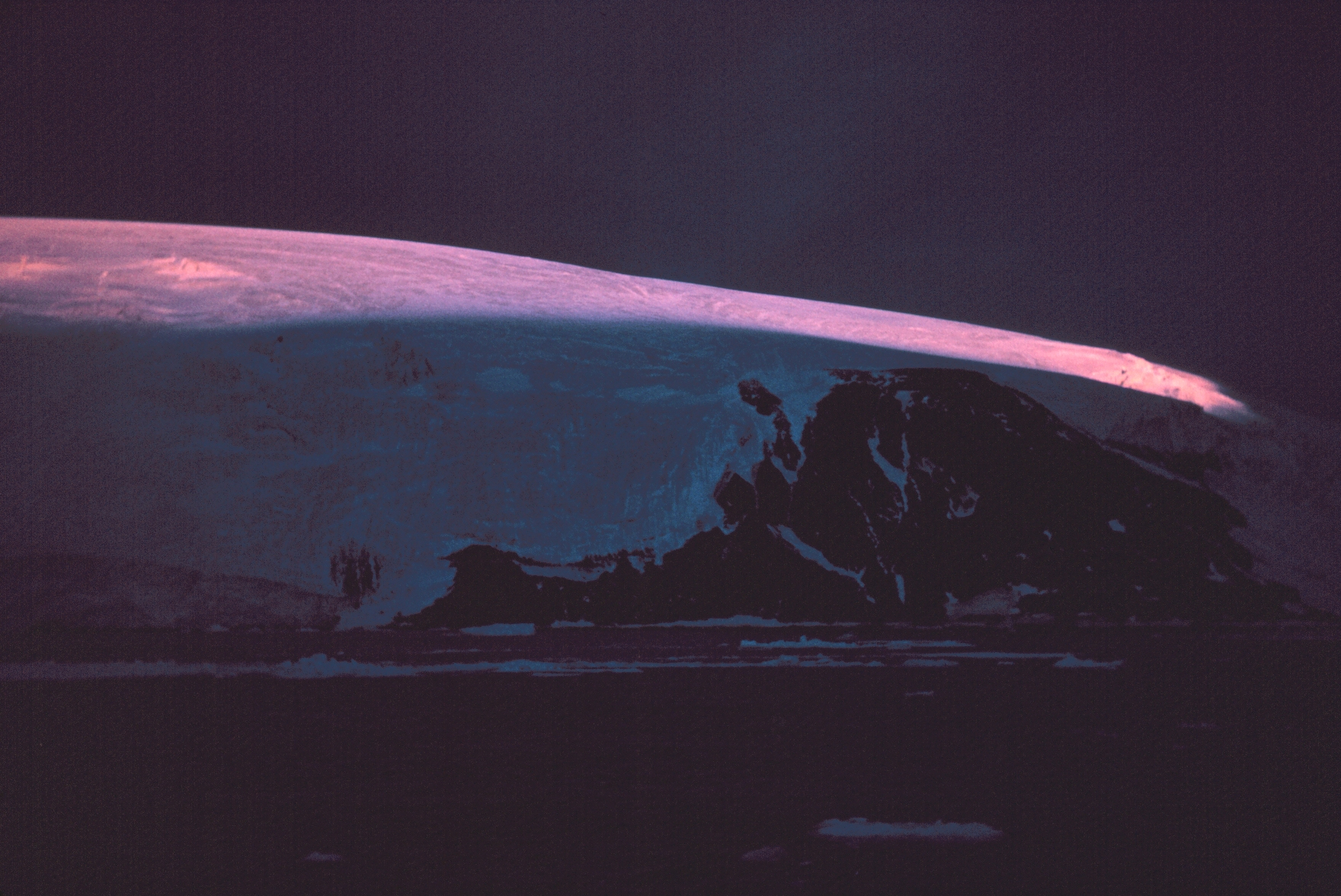

- A picture of Nansen Island （页面存档备份，存于）
- Picture of an abandoned whaling station on Nansen Island

64°35′S 62°06′W / 64.58°S 62.1°W